# Pont du bey à Staničenje
Le pont du bey à Staničenje (en serbe cyrillique : Бегов мост у Станичењу ; en serbe latin : Begov most u Staničenju) est situé à Staničenje, dans la municipalité de Pirot et dans le district de Pirot, en Serbie. Il est inscrit sur la liste des monuments culturels protégés de la république de Serbie (identifiant no SK 2090),.

## Présentation

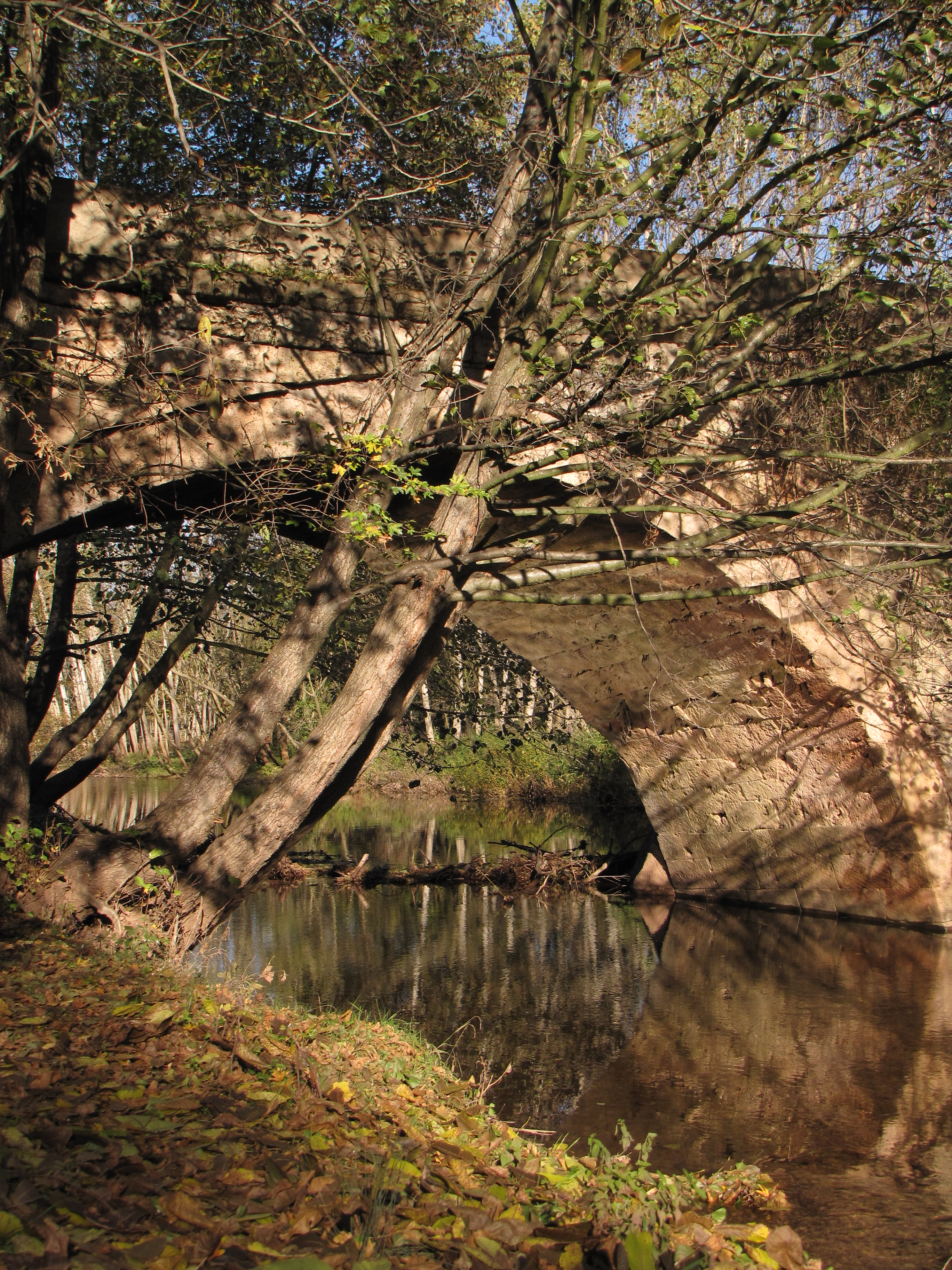
Autre vue du pont.

Le pont du bey est situé sur la rivière Temštica, également connue sous le nom de Temska, près du village de Staničenje. Il a été construit au XVIIe siècle, juste avant le début de la cinquième guerre austro-turque de 1683-1699 ; il est mentionné pour la première fois au XVIIIe siècle dans un registre conservé au monastère de Temska. Selon la tradition populaire, on raconte qu'il n'a jamais été achevé à cause du changement de cours de la Temštica ; on suppose aussi qu'il aurait été endommagé par une catastrophe naturelle ou une guerre. En tout cas, le pont n'est préservé que dans sa partie ouest ; jusqu'à une date récente, cette partie était encore utilisée, tandis que l'autre partie du pont, en bois, s'était effondrée.
La partie conservée est construite en pierre ; elle s'étend sur 29,5 m et se compose de deux arches soutenues par des piliers. La partie en bois du pont mesurait 23,5 m de long et s'appuyait sur trois rangées de piliers en bois d'environ 25 cm d'épaisseur.

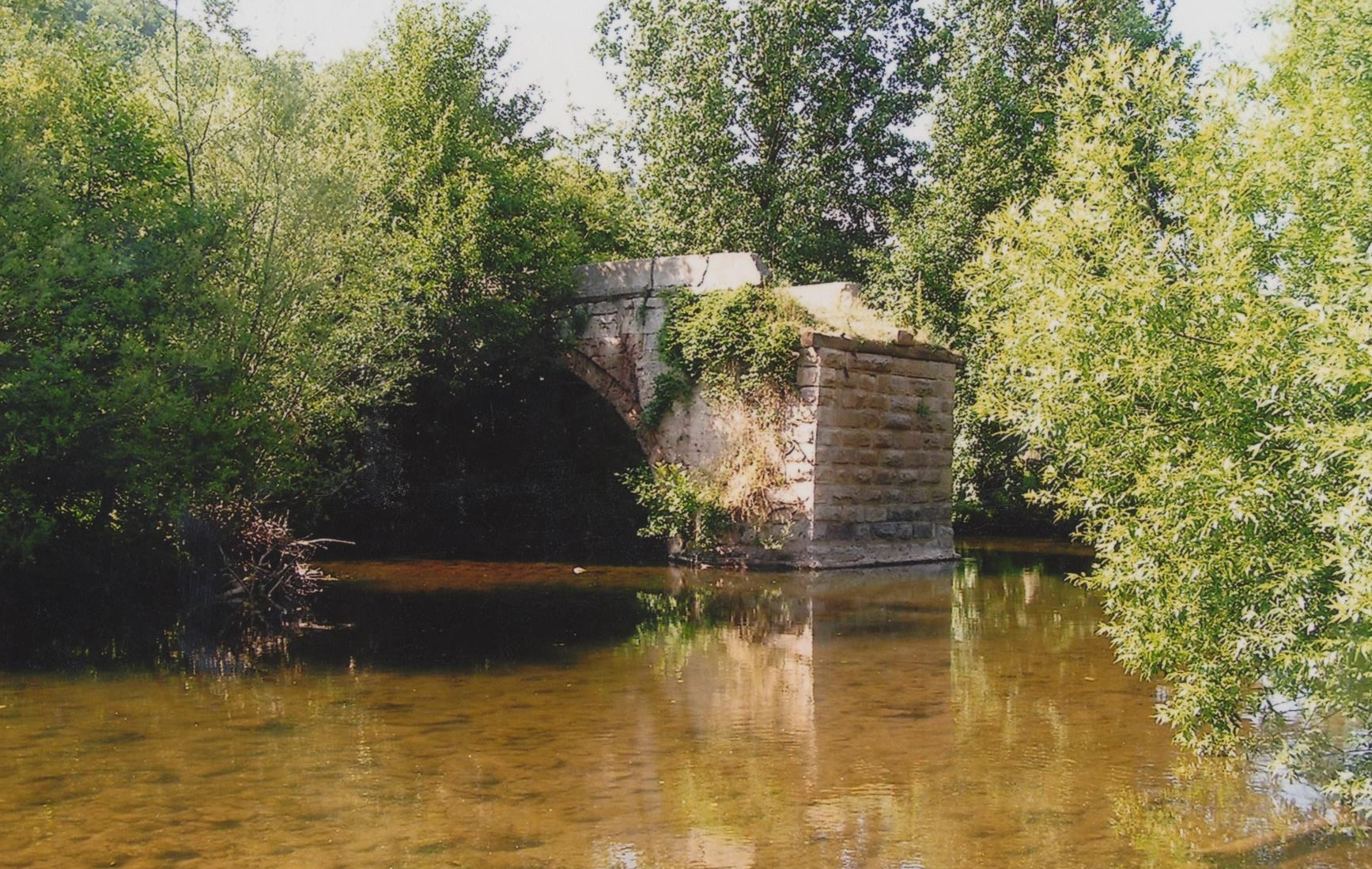
Autre vue du pont